# Alia Janine
Alia Janine (Milwaukee, 12 novembre 1978) è un'ex attrice pornografica statunitense.

## Biografia
Nel 1998, all'età di 20 anni, ha iniziato a fare spogliarelli in un club per adulti, poi ha abbandonato il palcoscenico e, durante questo periodo, si è dedicata agli studi che la appassionavano, ovvero legge e danza. Dopo 5 anni, Alia Janine ha deciso di tornare sul palcoscenico e nel 2008, all'età di 30 anni, si è trasferita in Florida per frequentare la scuola di danza dove ha anche girato un film pornografico. In seguito, nel 2009, ha intrapreso la carriera di attrice pornografica.
Alia Janine si è ritirata dalla pornografia nel 2013, trasferendosi a New York per dedicarsi a tempo pieno alla stand-up comedy: si è formata al Comedy Cellar e al Gotham Comedy Club attraverso la Manhattan Comedy School. Durante la sua formazione, ha anche studiato improvvisazione teatrale e scrittura di sketch alla Upright Citizens Brigade.

## Filmografia
- Mamazon (2009)
- Real Big Tits 42 (2009)
- Wet Juicy Juggs 2 (2009)
- Big Naturals 15 (2010)
- Mommy Blows Best 7 (2010)
- POV Jugg Fuckers 3 (2010)
- My First Sex Teacher 25 (2011)
- Seduced by a Cougar 16 (2011)
- Big Boob Babes Hard at Work (2012)
- Extreme Naturals 3 (2012)
- Mothers Teaching Daughters How to Suck Cock 12 (2012)
- My Friend's Hot Mom 32 (2012)
- Titty Creampies 1 (2012)
- Big Tits Round Asses 30 (2013)
- Exotic Awesome Boobs (2013)
- Genital Hospital (2013)
- POV Jugg Fuckers 5 (2013)